# Молли и Джина
«Молли и Джина» (англ. Molly & Gina) — американский кинофильм. Премьера в США состоялась 18 мая 1994 года.

## Сюжет
Молли — бывший секретарь убитого частного детектива. Джина — подающая надежды актриса, ставшая свидетелем стрельбы, при которой погиб и её парень. Вместе они собираются привлечь преступников к суду.

## В ролях
| Актёр                 | Роль           |
| --------------------- | -------------- |
| Фрэнсис Фишер         | Молли Маккенна |
| Наташа Грегсон Вагнер | Джина          |
| Брюс Вайтц            | Пэймер         |
| Стелла Стивенс        | миссис Суини   |
| Питер Фонда           | Ларри Стэнтон  |
| Джордж Мёрдок         | Патрик Суини   |
| Элизабет Беркли       | Кимберли Суини |
| Пенни Джонсон         | Мария          |